# サリス・アブドゥル・サメド
サリス・アブドゥル・サメド（英語: Salis Abdul Samed、2000年3月26日 - ）は、ガーナのサッカー選手。ガーナ代表。ポジションはMF。

## 経歴

### クラブ
2019年7月24日、JMGアカデミーから2年の期限付き移籍でクレルモン・フットに加入。8月27日にクープ・ドゥ・ラ・リーグで初出場を記録した。2021年7月12日に4年契約で完全移籍した。
2022年6月24日、推定500万ユーロの違約金でRCランスに完全移籍し5年契約を締結した。

### 代表
代表経験が無いにも関わらず2022 FIFAワールドカップのメンバーに招集され、本大会前の2022年11月17日に行われたスイス代表戦で代表初出場を記録した。

## 代表歴

### 出場大会
- ガーナ代表
  - 2022 FIFAワールドカップ

### 試合数
- 国際Aマッチ 12試合 0得点（2022年-）[6]

| ガーナ代表 | 国際Aマッチ | 国際Aマッチ |
| 年         | 出場        | 得点        |
| ---------- | ----------- | ----------- |
| 2022       | 4           | 0           |
| 2023       | 8           | 0           |
| 2024       |             |             |
| 通算       | 12          | 0           |